# Wahlkreis Glasgow Central
| Glasgow Central       |
| --------------------- |
| Glasgow Central       |
| Gebildet              |
| 1885; 2005            |
| Abgeordneter          |
| Alison Thewliss (SNP) |
| Regionen              |
| Glasgow               |

Glasgow Central ist ein Wahlkreis für das Britische Unterhaus. Er wurde 1885 gebildet und bestand zunächst bis 1997, als er im Zuge der Wahlkreisreform vor den Unterhauswahlen aufgelöst wurde. Vor den Unterhauswahlen 2005 deckten zehn Wahlkreise die Council Area Glasgow ab, reichten jedoch auch über die Grenzen Glasgows hinaus. 2005 wurde die Wahlkreisstruktur überarbeitet und Glasgow in acht Wahlkreise untergliedert, welche nun jedoch ausschließlich innerhalb der Grenzen der Council Area liegen und diese vollständig abdecken. In diesem Zuge wurde Glasgow Central wieder eingeführt. Der Wahlkreis umfasst die innerstädtischen Gebiete. Der Wahlkreis entsendet einen Abgeordneten.

## Wahlergebnisse

### Unterhauswahlen 1885
| Ergebnisse der Unterhauswahlen 1885 | Ergebnisse der Unterhauswahlen 1885 | Ergebnisse der Unterhauswahlen 1885 | Ergebnisse der Unterhauswahlen 1885 |
| Partei                              | Kandidat                            | Stimmen                             | %                                   |
| ----------------------------------- | ----------------------------------- | ----------------------------------- | ----------------------------------- |
| Liberal                             | Gilbert Beith                       | 5846                                | 55,0                                |
| Conservative                        | John George Alexander Baird         | 4779                                | 45,0                                |

### Unterhauswahlen 1886
| Ergebnisse der Unterhauswahlen 1886 | Ergebnisse der Unterhauswahlen 1886 | Ergebnisse der Unterhauswahlen 1886 | Ergebnisse der Unterhauswahlen 1886 | Ergebnisse der Unterhauswahlen 1886 |
| Partei                              | Kandidat                            | Stimmen                             | %                                   | ±                                   |
| ----------------------------------- | ----------------------------------- | ----------------------------------- | ----------------------------------- | ----------------------------------- |
| Conservative                        | John George Alexander Baird         | 5780                                | 56,7                                | +11,7                               |
| Liberal                             | Gilbert Beith                       | 4423                                | 43,3                                | −11,7                               |

### Unterhauswahlen 1892
| Ergebnisse der Unterhauswahlen 1892 | Ergebnisse der Unterhauswahlen 1892 | Ergebnisse der Unterhauswahlen 1892 | Ergebnisse der Unterhauswahlen 1892 | Ergebnisse der Unterhauswahlen 1892 |
| Partei                              | Kandidat                            | Stimmen                             | %                                   | ±                                   |
| ----------------------------------- | ----------------------------------- | ----------------------------------- | ----------------------------------- | ----------------------------------- |
| Conservative                        | John George Alexander Baird         | 6085                                | 53,7                                | −3,0                                |
| Liberal                             | Walter Menzies                      | 5245                                | 46,3                                | +3,0                                |

### Unterhauswahlen 1895
| Ergebnisse der Unterhauswahlen 1895 | Ergebnisse der Unterhauswahlen 1895 | Ergebnisse der Unterhauswahlen 1895 | Ergebnisse der Unterhauswahlen 1895 | Ergebnisse der Unterhauswahlen 1895 |
| Partei                              | Kandidat                            | Stimmen                             | %                                   | ±                                   |
| ----------------------------------- | ----------------------------------- | ----------------------------------- | ----------------------------------- | ----------------------------------- |
| Conservative                        | John George Alexander Baird         | 5621                                | 59,7                                | +6,0                                |
| Liberal                             | Edwin Adam                          | 3792                                | 40,3                                | −6,0                                |

### Unterhauswahlen 1900
John George Alexander Baird hielt sein Mandat ohne Gegenkandidaten.

### Unterhauswahlen 1906
| Ergebnisse der Unterhauswahlen 1906 | Ergebnisse der Unterhauswahlen 1906 | Ergebnisse der Unterhauswahlen 1906 | Ergebnisse der Unterhauswahlen 1906 |
| Partei                              | Kandidat                            | Stimmen                             | %                                   |
| ----------------------------------- | ----------------------------------- | ----------------------------------- | ----------------------------------- |
| Liberal                             | Andrew Mitchell Torrance            | 6720                                | 51,7                                |
| Conservative                        | John George Alexander Baird         | 6289                                | 48,3                                |

### Nachwahlen 1909
Mit dem Ableben von Andrew Mitchell Torrance wurden im Wahlkreis Glasgow Central Nachwahlen nötig.
| Ergebnisse der Nachwahlen 1909 | Ergebnisse der Nachwahlen 1909 | Ergebnisse der Nachwahlen 1909 | Ergebnisse der Nachwahlen 1909 | Ergebnisse der Nachwahlen 1909 |
| Partei                         | Kandidat                       | Stimmen                        | %                              | ±                              |
| ------------------------------ | ------------------------------ | ------------------------------ | ------------------------------ | ------------------------------ |
| Conservative                   | Charles Dickson                | 7298                           | 58,5                           | +6,8                           |
| Liberal                        | Thomas Gibson Bowles           | 5185                           | 41,5                           | −6,8                           |

### Unterhauswahlen Januar 1910
| Ergebnisse der Unterhauswahlen Januar 1910 | Ergebnisse der Unterhauswahlen Januar 1910 | Ergebnisse der Unterhauswahlen Januar 1910 | Ergebnisse der Unterhauswahlen Januar 1910 | Ergebnisse der Unterhauswahlen Januar 1910 |
| Partei                                     | Kandidat                                   | Stimmen                                    | %                                          | ±                                          |
| ------------------------------------------ | ------------------------------------------ | ------------------------------------------ | ------------------------------------------ | ------------------------------------------ |
| Conservative                               | Charles Dickson                            | 6713                                       | 52,6                                       | −5,9                                       |
| Liberal                                    | Alexander Falconer Murison                 | 6058                                       | 47,4                                       | +5,9                                       |

### Unterhauswahlen Dezember 1910
| Ergebnisse der Unterhauswahlen Dezember 1910 | Ergebnisse der Unterhauswahlen Dezember 1910 | Ergebnisse der Unterhauswahlen Dezember 1910 | Ergebnisse der Unterhauswahlen Dezember 1910 | Ergebnisse der Unterhauswahlen Dezember 1910 |
| Partei                                       | Kandidat                                     | Stimmen                                      | %                                            | ±                                            |
| -------------------------------------------- | -------------------------------------------- | -------------------------------------------- | -------------------------------------------- | -------------------------------------------- |
| Conservative                                 | Charles Dickson                              | 6888                                         | 53,8                                         | +1,2                                         |
| Liberal                                      | Alexander Falconer Murison                   | 5907                                         | 46,2                                         | −1,2                                         |

### Nachwahlen 1915
Mit der Ernennung von Charles Dickson zum Lord Justice Clerk gab dieser sein Mandat zurück, sodass im Wahlkreis Glasgow Central Nachwahlen erforderlich wurden.
| Ergebnisse der Nachwahlen 1915 | Ergebnisse der Nachwahlen 1915 | Ergebnisse der Nachwahlen 1915 | Ergebnisse der Nachwahlen 1915 |
| Partei                         | Kandidat                       | Stimmen                        | %                              |
| ------------------------------ | ------------------------------ | ------------------------------ | ------------------------------ |
| Unionist                       | John MacLeod                   | 5341                           | 95,3                           |
| Unionist                       | Gavin William Ralston          | 266                            | 4,7                            |

### Unterhauswahlen 1918
| Ergebnisse der Unterhauswahlen 1918 | Ergebnisse der Unterhauswahlen 1918 | Ergebnisse der Unterhauswahlen 1918 | Ergebnisse der Unterhauswahlen 1918 |
| Partei                              | Kandidat                            | Stimmen                             | %                                   |
| ----------------------------------- | ----------------------------------- | ----------------------------------- | ----------------------------------- |
| Unionist                            | Andrew Bonar Law                    | 17.653                              | 78,8                                |
| Labour                              | David John Mitchel Quin             | 4736                                | 21,2                                |

### Unterhauswahlen 1922
| Ergebnisse der Unterhauswahlen 1922 | Ergebnisse der Unterhauswahlen 1922 | Ergebnisse der Unterhauswahlen 1922 | Ergebnisse der Unterhauswahlen 1922 | Ergebnisse der Unterhauswahlen 1922 |
| Partei                              | Kandidat                            | Stimmen                             | %                                   | ±                                   |
| ----------------------------------- | ----------------------------------- | ----------------------------------- | ----------------------------------- | ----------------------------------- |
| Unionist                            | Andrew Bonar Law                    | 15.437                              | 50,0                                | −28,8                               |
| Labour                              | Edward Rosslyn Mitchell             | 12.923                              | 41,9                                | +20,7                               |
| Liberal                             | George Paish                        | 2518                                | 8,2                                 | +8,2                                |

### Unterhauswahlen 1923
| Ergebnisse der Unterhauswahlen 1923 | Ergebnisse der Unterhauswahlen 1923 | Ergebnisse der Unterhauswahlen 1923 | Ergebnisse der Unterhauswahlen 1923 | Ergebnisse der Unterhauswahlen 1923 |
| Partei                              | Kandidat                            | Stimmen                             | %                                   | ±                                   |
| ----------------------------------- | ----------------------------------- | ----------------------------------- | ----------------------------------- | ----------------------------------- |
| Unionist                            | William Alexander                   | 13.392                              | 45,8                                | −4,2                                |
| Labour                              | Edward Rosslyn Mitchell             | 12.976                              | 44,4                                | +2,5                                |
| Liberal                             | Harold Tennant                      | 2870                                | 9,8                                 | +1,6                                |

### Unterhauswahlen 1924
| Ergebnisse der Unterhauswahlen 1924 | Ergebnisse der Unterhauswahlen 1924 | Ergebnisse der Unterhauswahlen 1924 | Ergebnisse der Unterhauswahlen 1924 | Ergebnisse der Unterhauswahlen 1924 |
| Partei                              | Kandidat                            | Stimmen                             | %                                   | ±                                   |
| ----------------------------------- | ----------------------------------- | ----------------------------------- | ----------------------------------- | ----------------------------------- |
| Unionist                            | William Alexander                   | 18.258                              | 59,1                                | +13,3                               |
| Labour                              | James Dundas White                  | 12.617                              | 40,9                                | +7,4                                |

### Unterhauswahlen 1929
| Ergebnisse der Unterhauswahlen 1929 | Ergebnisse der Unterhauswahlen 1929 | Ergebnisse der Unterhauswahlen 1929 | Ergebnisse der Unterhauswahlen 1929 | Ergebnisse der Unterhauswahlen 1929 |
| Partei                              | Kandidat                            | Stimmen                             | %                                   | ±                                   |
| ----------------------------------- | ----------------------------------- | ----------------------------------- | ----------------------------------- | ----------------------------------- |
| Unionist                            | William Alexander                   | 18.336                              | 50,9                                | −8,2                                |
| Labour                              | Craigie Aitchison                   | 17.663                              | 49,1                                | +8,2                                |

### Unterhauswahlen 1931
| Ergebnisse der Unterhauswahlen 1931 | Ergebnisse der Unterhauswahlen 1931 | Ergebnisse der Unterhauswahlen 1931 | Ergebnisse der Unterhauswahlen 1931 | Ergebnisse der Unterhauswahlen 1931 |
| Partei                              | Kandidat                            | Stimmen                             | %                                   | ±                                   |
| ----------------------------------- | ----------------------------------- | ----------------------------------- | ----------------------------------- | ----------------------------------- |
| Unionist                            | William Alexander                   | 21.547                              | 65,3                                | +14,4                               |
| Labour                              | William Henry Porteous Martin       | 11.456                              | 34,7                                | −14,4                               |

### Unterhauswahlen 1935
| Ergebnisse der Unterhauswahlen 1935 | Ergebnisse der Unterhauswahlen 1935 | Ergebnisse der Unterhauswahlen 1935 | Ergebnisse der Unterhauswahlen 1935 | Ergebnisse der Unterhauswahlen 1935 |
| Partei                              | Kandidat                            | Stimmen                             | %                                   | ±                                   |
| ----------------------------------- | ----------------------------------- | ----------------------------------- | ----------------------------------- | ----------------------------------- |
| Unionist                            | William Alexander                   | 26.707                              | 55,9                                | −9,4                                |
| Labour                              | R.R. Stokes                         | 13.186                              | 44,1                                | +9,4                                |

### Unterhauswahlen 1945
| Ergebnisse der Unterhauswahlen 1945 | Ergebnisse der Unterhauswahlen 1945 | Ergebnisse der Unterhauswahlen 1945 | Ergebnisse der Unterhauswahlen 1945 | Ergebnisse der Unterhauswahlen 1945 |
| Partei                              | Kandidat                            | Stimmen                             | %                                   | ±                                   |
| ----------------------------------- | ----------------------------------- | ----------------------------------- | ----------------------------------- | ----------------------------------- |
| Unionist                            | James Hutchison                     | 9365                                | 44,0                                | −11,9                               |
| Labour                              | James McInnes                       | 7849                                | 36,9                                | −7,2                                |
| Communist                           | R. Cooney                           | 2709                                | 12,7                                | +12,7                               |
| Liberal                             | Norman Macleod Glen                 | 1072                                | 5,0                                 | +5,0                                |
| United Socialist Movement           | Guy Aldred                          | 300                                 | 1,4                                 | +1,4                                |

### Unterhauswahlen 1950
| Ergebnisse der Unterhauswahlen 1950 | Ergebnisse der Unterhauswahlen 1950 | Ergebnisse der Unterhauswahlen 1950 | Ergebnisse der Unterhauswahlen 1950 | Ergebnisse der Unterhauswahlen 1950 |
| Partei                              | Kandidat                            | Stimmen                             | %                                   | ±                                   |
| ----------------------------------- | ----------------------------------- | ----------------------------------- | ----------------------------------- | ----------------------------------- |
| Labour                              | James McInnes                       | 14.861                              | 54,6                                | +17,7                               |
| Unionist                            | James Hutchison                     | 11.857                              | 43,6                                | −0,4                                |
| United Socialist Movement           | Guy Aldred                          | 485                                 | 1,8                                 | +0,4                                |

### Unterhauswahlen 1951
| Ergebnisse der Unterhauswahlen 1951 | Ergebnisse der Unterhauswahlen 1951 | Ergebnisse der Unterhauswahlen 1951 | Ergebnisse der Unterhauswahlen 1951 | Ergebnisse der Unterhauswahlen 1951 |
| Partei                              | Kandidat                            | Stimmen                             | %                                   | ±                                   |
| ----------------------------------- | ----------------------------------- | ----------------------------------- | ----------------------------------- | ----------------------------------- |
| Labour                              | James McInnes                       | 15.757                              | 58,3                                | +3,7                                |
| Unionist                            | W. Sinclair                         | 10.875                              | 40,2                                | −3,4                                |
| United Socialist Movement           | Guy Aldred                          | 411                                 | 1,5                                 | −0,3                                |

### Unterhauswahlen 1955
| Ergebnisse der Unterhauswahlen 1955 | Ergebnisse der Unterhauswahlen 1955 | Ergebnisse der Unterhauswahlen 1955 | Ergebnisse der Unterhauswahlen 1955 | Ergebnisse der Unterhauswahlen 1955 |
| Partei                              | Kandidat                            | Stimmen                             | %                                   | ±                                   |
| ----------------------------------- | ----------------------------------- | ----------------------------------- | ----------------------------------- | ----------------------------------- |
| Labour                              | James McInnes                       | 16.674                              | 61,8                                | +3,5                                |
| Unionist                            | I. Barber-Fleming                   | 10.307                              | 38,2                                | −2,0                                |

### Unterhauswahlen 1959
| Ergebnisse der Unterhauswahlen 1959 | Ergebnisse der Unterhauswahlen 1959 | Ergebnisse der Unterhauswahlen 1959 | Ergebnisse der Unterhauswahlen 1959 | Ergebnisse der Unterhauswahlen 1959 |
| Partei                              | Kandidat                            | Stimmen                             | %                                   | ±                                   |
| ----------------------------------- | ----------------------------------- | ----------------------------------- | ----------------------------------- | ----------------------------------- |
| Labour                              | James McInnes                       | 15.918                              | 64,6                                | +2,8                                |
| Unionist                            | I. Barber-Fleming                   | 8712                                | 35,4                                | −2,8                                |

### Unterhauswahlen 1964
| Ergebnisse der Unterhauswahlen 1964 | Ergebnisse der Unterhauswahlen 1964 | Ergebnisse der Unterhauswahlen 1964 | Ergebnisse der Unterhauswahlen 1964 | Ergebnisse der Unterhauswahlen 1964 |
| Partei                              | Kandidat                            | Stimmen                             | %                                   | ±                                   |
| ----------------------------------- | ----------------------------------- | ----------------------------------- | ----------------------------------- | ----------------------------------- |
| Labour                              | James McInnes                       | 13.343                              | 70,2                                | +5,6                                |
| Unionist                            | G. Boyd                             | 5679                                | 29,9                                | −5,5                                |

### Unterhauswahlen 1966
| Ergebnisse der Unterhauswahlen 1966 | Ergebnisse der Unterhauswahlen 1966 | Ergebnisse der Unterhauswahlen 1966 | Ergebnisse der Unterhauswahlen 1966 | Ergebnisse der Unterhauswahlen 1966 |
| Partei                              | Kandidat                            | Stimmen                             | %                                   | ±                                   |
| ----------------------------------- | ----------------------------------- | ----------------------------------- | ----------------------------------- | ----------------------------------- |
| Labour                              | Thomas McMillan                     | 11.673                              | 74,8                                | +4,6                                |
| Conservative                        | R.B. Anderson                       | 3924                                | 25,2                                | −4,7                                |

### Unterhauswahlen 1970
| Ergebnisse der Unterhauswahlen 1970 | Ergebnisse der Unterhauswahlen 1970 | Ergebnisse der Unterhauswahlen 1970 | Ergebnisse der Unterhauswahlen 1970 | Ergebnisse der Unterhauswahlen 1970 |
| Partei                              | Kandidat                            | Stimmen                             | %                                   | ±                                   |
| ----------------------------------- | ----------------------------------- | ----------------------------------- | ----------------------------------- | ----------------------------------- |
| Labour                              | Thomas McMillan                     | 7936                                | 66,0                                | −8,8                                |
| Conservative                        | G. Rennie                           | 2394                                | 19,9                                | −5,3                                |
| SNP                                 | Muriel M. Gibson                    | 1688                                | 14,1                                | +14,1                               |

### Unterhauswahlen Februar 1974
| Ergebnisse der Unterhauswahlen Februar 1974 | Ergebnisse der Unterhauswahlen Februar 1974 | Ergebnisse der Unterhauswahlen Februar 1974 | Ergebnisse der Unterhauswahlen Februar 1974 | Ergebnisse der Unterhauswahlen Februar 1974 |
| Partei                                      | Kandidat                                    | Stimmen                                     | %                                           | ±                                           |
| ------------------------------------------- | ------------------------------------------- | ------------------------------------------- | ------------------------------------------- | ------------------------------------------- |
| Labour                                      | Thomas McMillan                             | 9400                                        | 58,7                                        | −7,3                                        |
| Conservative                                | M. Gourlay                                  | 3435                                        | 21,4                                        | +1,5                                        |
| SNP                                         | S. Ewing                                    | 2211                                        | 13,8                                        | −0,3                                        |
| Liberal                                     | A. Brodie                                   | 982                                         | 6,1                                         | +6,1                                        |

### Unterhauswahlen Oktober 1974
| Ergebnisse der Unterhauswahlen Oktober 1974 | Ergebnisse der Unterhauswahlen Oktober 1974 | Ergebnisse der Unterhauswahlen Oktober 1974 | Ergebnisse der Unterhauswahlen Oktober 1974 | Ergebnisse der Unterhauswahlen Oktober 1974 |
| Partei                                      | Kandidat                                    | Stimmen                                     | %                                           | ±                                           |
| ------------------------------------------- | ------------------------------------------- | ------------------------------------------- | ------------------------------------------- | ------------------------------------------- |
| Labour                                      | Thomas McMillan                             | 9231                                        | 63,6                                        | +4,9                                        |
| SNP                                         | B. Nugent                                   | 2790                                        | 19,2                                        | +5,4                                        |
| Conservative                                | N. Woolfson                                 | 1880                                        | 13,0                                        | −8,4                                        |
| Liberal                                     | E. Bennett                                  | 605                                         | 4,2                                         | −1,9                                        |

### Unterhauswahlen 1979
| Ergebnisse der Unterhauswahlen 1979 | Ergebnisse der Unterhauswahlen 1979 | Ergebnisse der Unterhauswahlen 1979 | Ergebnisse der Unterhauswahlen 1979 | Ergebnisse der Unterhauswahlen 1979 |
| Partei                              | Kandidat                            | Stimmen                             | %                                   | ±                                   |
| ----------------------------------- | ----------------------------------- | ----------------------------------- | ----------------------------------- | ----------------------------------- |
| Labour                              | Thomas McMillan                     | 8542                                | 72,5                                | +8,9                                |
| Conservative                        | F. Saleem                           | 1937                                | 16,4                                | +3,4                                |
| SNP                                 | S. Bird                             | 1308                                | 11,1                                | +8,1                                |

### Nachwahlen 1980
Mit dem Ableben von Thomas McMillan wurden im Wahlkreis Glasgow Central Nachwahlen notwendig.
| Ergebnisse der Nachwahlen 1980 | Ergebnisse der Nachwahlen 1980 | Ergebnisse der Nachwahlen 1980 | Ergebnisse der Nachwahlen 1980 | Ergebnisse der Nachwahlen 1980 |
| Partei                         | Kandidat                       | Stimmen                        | %                              | ±                              |
| ------------------------------ | ------------------------------ | ------------------------------ | ------------------------------ | ------------------------------ |
| Labour                         | Robert McTaggart               | 4902                           | 60,8                           | −11,7                          |
| SNP                            | Gil Paterson                   | 2122                           | 26,3                           | +15,2                          |
| Conservative                   | Anna McCurley                  | 707                            | 8,8                            | −7,6                           |
| National Front                 | John MacKenzie                 | 148                            | 1,8                            | +1,8                           |
| Scottish Young Liberal         | Graham Watson                  | 134                            | 1,7                            | +1,7                           |
| Ecology                        | David Mellor                   | 45                             | 0,6                            | +0,6                           |
| SDP                            | Donald Kean                    | 10                             | 0,1                            | +0,1                           |

### Unterhauswahlen 1983
| Ergebnisse der Unterhauswahlen 1983 | Ergebnisse der Unterhauswahlen 1983 | Ergebnisse der Unterhauswahlen 1983 | Ergebnisse der Unterhauswahlen 1983 | Ergebnisse der Unterhauswahlen 1983 |
| Partei                              | Kandidat                            | Stimmen                             | %                                   | ±                                   |
| ----------------------------------- | ----------------------------------- | ----------------------------------- | ----------------------------------- | ----------------------------------- |
| Labour                              | Robert McTaggart                    | 17.066                              | 53,0                                | −7,8                                |
| Conservative                        | W. Harvey                           | 6104                                | 19,0                                | +10,2                               |
| Liberal                             | I. Nelson                           | 5366                                | 16,7                                | +16,7                               |
| SNP                                 | P. Mallam                           | 3300                                | 10,3                                | −16,0                               |
| Communist                           | J. McGoldrick                       | 347                                 | 1,1                                 | +1,1                                |

### Unterhauswahlen 1987
| Ergebnisse der Unterhauswahlen 1987 | Ergebnisse der Unterhauswahlen 1987 | Ergebnisse der Unterhauswahlen 1987 | Ergebnisse der Unterhauswahlen 1987 | Ergebnisse der Unterhauswahlen 1987 |
| Partei                              | Kandidat                            | Stimmen                             | %                                   | ±                                   |
| ----------------------------------- | ----------------------------------- | ----------------------------------- | ----------------------------------- | ----------------------------------- |
| Labour                              | Robert McTaggart                    | 21.619                              | 64,5                                | +11,5                               |
| Conservative                        | Bernard Jenkin                      | 4366                                | 13,0                                | −6,0                                |
| Liberal                             | J. Bryden                           | 3528                                | 10,5                                | −6,2                                |
| SNP                                 | A. Wilson                           | 3339                                | 10,0                                | −0,3                                |
| Green                               | A. Brooks                           | 290                                 | 0,9                                 | +0,9                                |
| Communist                           | J. McGoldrick                       | 265                                 | 0,8                                 | −0,3                                |
| Red Front                           | D. Owen                             | 126                                 | 0,4                                 | +0,4                                |

### Nachwahlen 1989
| Ergebnisse der Nachwahlen 1989 | Ergebnisse der Nachwahlen 1989 | Ergebnisse der Nachwahlen 1989 | Ergebnisse der Nachwahlen 1989 | Ergebnisse der Nachwahlen 1989 |
| Partei                         | Kandidat                       | Stimmen                        | %                              | ±                              |
| ------------------------------ | ------------------------------ | ------------------------------ | ------------------------------ | ------------------------------ |
| Labour                         | Michael Watson                 | 14.480                         | 54,6                           | −9,9                           |
| SNP                            | Alex Neil                      | 8018                           | 30,2                           | +20,2                          |
| Conservative                   | A. Hogarth                     | 2028                           | 7,6                            | −5,4                           |
| Green                          | Irene F. Brandt                | 1019                           | 3,8                            | +2,9                           |
| Liberal Democrats              | R. McCreadie                   | 411                            | 1,5                            | −9,0                           |
| SDP                            | P. Kerr                        | 254                            | 1,0                            | +1,0                           |
| Revolutionary Communist        | L. Murdoch                     | 141                            | 0,5                            | +0,5                           |
| Scottish Socialist             | Bill Kidd                      | 137                            | 0,5                            | +0,5                           |
| Workers Revolutionary          | D. Lettice                     | 48                             | 0,2                            | +0,2                           |

### Unterhauswahlen 1992
| Ergebnisse der Unterhauswahlen 1992 | Ergebnisse der Unterhauswahlen 1992 | Ergebnisse der Unterhauswahlen 1992 | Ergebnisse der Unterhauswahlen 1992 | Ergebnisse der Unterhauswahlen 1992 |
| Partei                              | Kandidat                            | Stimmen                             | %                                   | ±                                   |
| ----------------------------------- | ----------------------------------- | ----------------------------------- | ----------------------------------- | ----------------------------------- |
| Labour                              | Michael Watson                      | 17.341                              | 57,2                                | +2,6                                |
| SNP                                 | Brendan O’Hara                      | 6322                                | 20,8                                | −9,4                                |
| Conservative                        | Ewen N. Stewart                     | 4208                                | 13,9                                | +6,3                                |
| Liberal Democrats                   | Alan Rennie                         | 1921                                | 6,3                                 | +4,8                                |
| Green                               | Irene F. Brandt                     | 435                                 | 1,4                                 | −2,4                                |
| Communist                           | Tam Dean Burn                       | 106                                 | 0,4                                 | +0,4                                |

### Unterhauswahlen 2005
| Ergebnisse der Unterhauswahlen 2005 | Ergebnisse der Unterhauswahlen 2005 | Ergebnisse der Unterhauswahlen 2005 | Ergebnisse der Unterhauswahlen 2005 | Ergebnisse der Unterhauswahlen 2005 |
| Partei                              | Kandidat                            | Stimmen                             | %                                   | ±                                   |
| ----------------------------------- | ----------------------------------- | ----------------------------------- | ----------------------------------- | ----------------------------------- |
| Labour                              | Mohammad Sarwar                     | 13.518                              | 48,2                                | −9,0                                |
| Liberal Democrats                   | Isabel Nelson                       | 4987                                | 17,8                                | +11,5                               |
| SNP                                 | Bill Kidd                           | 4148                                | 14,8                                | −6,0                                |
| Conservative                        | Richard Sullivan                    | 1757                                | 6,3                                 | −7,6                                |
| Green                               | Gordon Masterton                    | 1372                                | 4,9                                 | +3,5                                |
| Socialist                           | Marie Gordon                        | 1110                                | 4,0                                 | +4,0                                |
| BNP                                 | Walter Hamilton                     | 671                                 | 2,4                                 | +2,4                                |
| Socialist Labour                    | Ian Johnson                         | 255                                 | 0,9                                 | +0,9                                |
| Christian Vote                      | Thomas Greig                        | 139                                 | 0,5                                 | +0,5                                |
| Communist                           | Elinor McKenzie                     | 80                                  | 0,3                                 | −0,1                                |

### Unterhauswahlen 2010
| Ergebnisse der Unterhauswahlen 2010 | Ergebnisse der Unterhauswahlen 2010 | Ergebnisse der Unterhauswahlen 2010 | Ergebnisse der Unterhauswahlen 2010 | Ergebnisse der Unterhauswahlen 2010 |
| Partei                              | Kandidat                            | Stimmen                             | %                                   | ±                                   |
| ----------------------------------- | ----------------------------------- | ----------------------------------- | ----------------------------------- | ----------------------------------- |
| Labour                              | Anas Sarwar                         | 15.908                              | 52,0                                | +3,8                                |
| SNP                                 | Osama Saeed                         | 5357                                | 17,5                                | +2,7                                |
| Liberal Democrats                   | Chris Young                         | 5010                                | 16,4                                | −1,4                                |
| Conservative                        | John Bradley                        | 2158                                | 7,1                                 | +0,8                                |
| Green                               | Alastair Whitelaw                   | 800                                 | 2,6                                 | −2,3                                |
| BNP                                 | Ian Holt                            | 616                                 | 2,0                                 | −0,4                                |
| Socialist                           | James Nesbitt                       | 357                                 | 1,2                                 | −2,8                                |
| UKIP                                | Ramsay Urquhart                     | 246                                 | 0,8                                 | +0,8                                |
| Piraten                             | Finlay Archibald                    | 128                                 | 0,4                                 | +0,4                                |

### Unterhauswahlen 2015
| Ergebnisse der Unterhauswahlen 2015 | Ergebnisse der Unterhauswahlen 2015 | Ergebnisse der Unterhauswahlen 2015 | Ergebnisse der Unterhauswahlen 2015 | Ergebnisse der Unterhauswahlen 2015 |
| Partei                              | Kandidat                            | Stimmen                             | %                                   | ±                                   |
| ----------------------------------- | ----------------------------------- | ----------------------------------- | ----------------------------------- | ----------------------------------- |
| SNP                                 | Alison Thewliss                     | 20.658                              | 52,5                                | +35,0                               |
| Labour                              | Anas Sarwar                         | 12.996                              | 33,1                                | −19,0                               |
| Conservative                        | Simon Bone                          | 2359                                | 6,0                                 | −1,1                                |
| Green                               | Cass MacGregor                      | 1559                                | 4,0                                 | +1,4                                |
| UKIP                                | Stuart Maskell                      | 786                                 | 2,0                                 | +1,2                                |
| Liberal Democrats                   | Chris Young                         | 612                                 | 1,6                                 | −14,8                               |
| Cannabis Is Safer Than Alcohol      | James Marris                        | 171                                 | 0,4                                 | +0,4                                |
| TUSC                                | Andrew Elliot                       | 119                                 | 0,3                                 | +0,3                                |
| Socialist Equality                  | Katie Rhodes                        | 58                                  | 0,1                                 | +0,1                                |

### Unterhauswahlen 2017
| Ergebnisse der Unterhauswahlen 2017 | Ergebnisse der Unterhauswahlen 2017 | Ergebnisse der Unterhauswahlen 2017 | Ergebnisse der Unterhauswahlen 2017 | Ergebnisse der Unterhauswahlen 2017 |
| Partei                              | Kandidat                            | Stimmen                             | %                                   | ±                                   |
| ----------------------------------- | ----------------------------------- | ----------------------------------- | ----------------------------------- | ----------------------------------- |
| SNP                                 | Alison Thewliss                     | 16.096                              | 44,7                                | −7,8                                |
| Labour                              | Faten Hameed                        | 13.829                              | 38,4                                | +5,3                                |
| Conservative                        | Charlotte Fairbanks                 | 5014                                | 13,9                                | +7,9                                |
| Liberal Democrats                   | Elizabeth Riches                    | 1045                                | 2,9                                 | +1,3                                |

### Unterhauswahlen 2019
| Ergebnisse der Unterhauswahlen 2019 | Ergebnisse der Unterhauswahlen 2019 | Ergebnisse der Unterhauswahlen 2019 | Ergebnisse der Unterhauswahlen 2019 | Ergebnisse der Unterhauswahlen 2019 |
| Partei                              | Kandidat                            | Stimmen                             | %                                   | ±                                   |
| ----------------------------------- | ----------------------------------- | ----------------------------------- | ----------------------------------- | ----------------------------------- |
| SNP                                 | Alison Thewliss                     | 19.750                              | 49,2                                | +4,5                                |
| Labour                              | Faten Hameed                        | 13.276                              | 33,1                                | −5,3                                |
| Conservative                        | Flora Scarabello                    | 3698                                | 9,2                                 | −4,7                                |
| Liberal Democrats                   | Ewan Hoyle                          | 1952                                | 4,9                                 | +2,0                                |
| Green                               | Elaine Gallagher                    | 1429                                | 3,6                                 | +3,6                                |